# چه به‌درد بخورد، چه نخورد
«چه به‌درد بخورد، چه نخورد» (انگلیسی: For What It's Worth) ترانه‌ای است که استیون استیلز آن را نوشت و بوفالو اسپرینگفیلد آن را در سال ۱۹۶۶ اجرا کرد. این ترانه را اتکو رکوردز در دسامبر ۱۹۶۶ منتشر کرد که رتبهٔ هفتم بیلبورد هات ۱۰۰ در سال ۱۹۶۷ دست یافت. عنوان ترانه پس از نگارش آن انتخاب شد و در متن ترانه اشاره‌ای به آن نمی‌شود.
در سال ۲۰۰۴ رولینگ استون این ترانه را در رتبهٔ ۶۳ از فهرست ۵۰۰ ترانه برتر تمام دوران خود قرار داد.

## جداول موسیقی
| جدول                                                    | رتبه | منابع  |
| ------------------------------------------------------- | ---- | ------ |
| ۱۰۰ ترانهٔ برتر آرپی‌ام کانادا                            | ۵    | [ ۱۲ ] |
| بیلبورد هات ۱۰۰                                         | ۷    | [ ۱۳ ] |
| ۱۰۰ ترانه برتر ایالات متحده آمریکا به انتخاب کش باکس    | ۷    | [ ۱۴ ] |
| ۱۰۰ ترانه برتر ایالات متحده آمریکا به انتخاب رکورد ورلد | ۸    | [ ۱۵ ] |

| جدول                                                 | رتبه | منابع  |
| ---------------------------------------------------- | ---- | ------ |
| ۱۰۰ ترانهٔ برتر آرپی‌ام کانادا                         | ۷۲   | [ ۱۶ ] |
| بیلبورد هات ۱۰۰                                      | ۲۷   | [ ۱۷ ] |
| ۱۰۰ ترانه برتر ایالات متحده آمریکا به انتخاب کَش باکس | ۵۲   | [ ۱۸ ] |